# 卡姆尼克

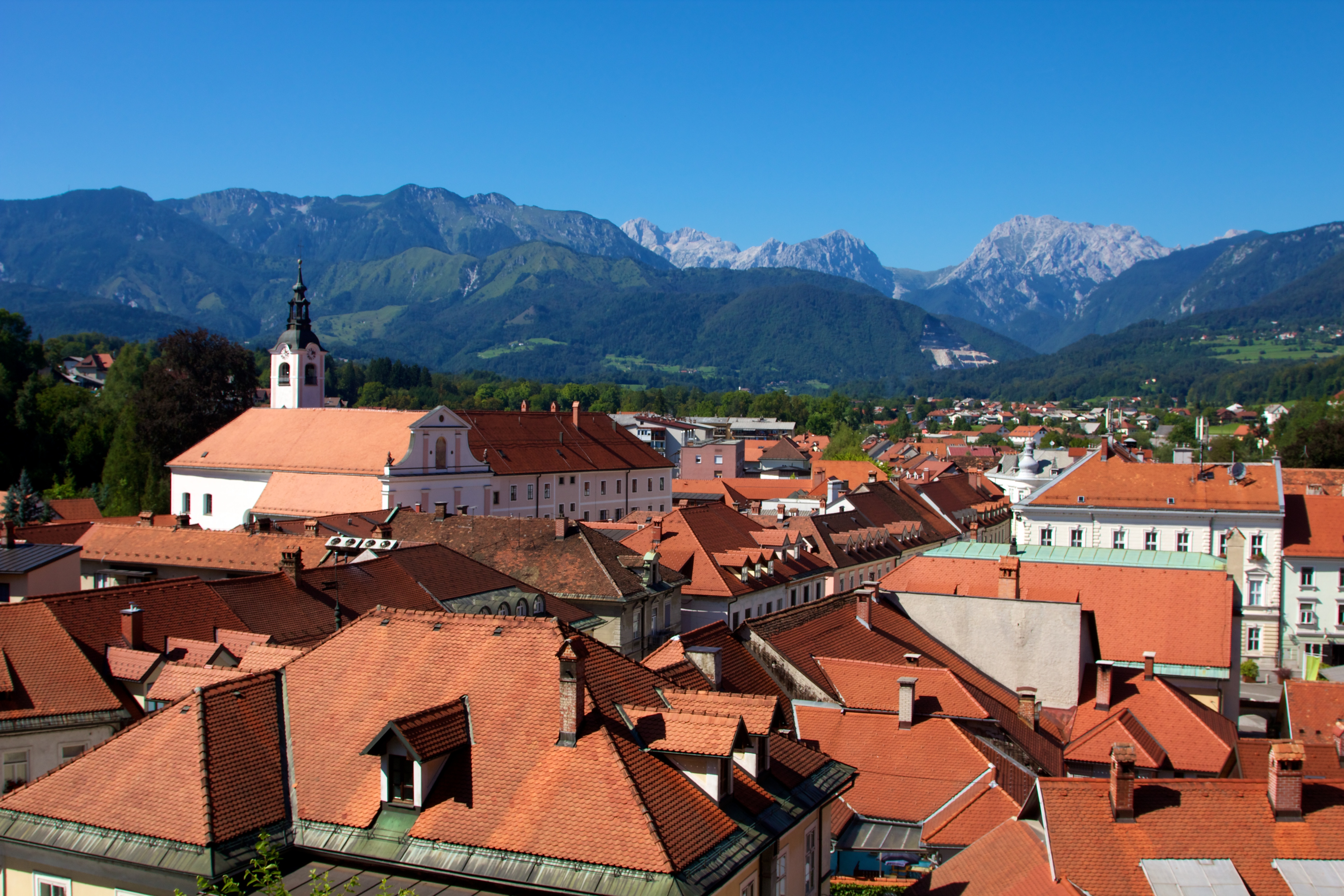
卡姆尼克

卡姆尼克是斯洛文尼亞北部卡姆尼克市鎮的城鎮及行政中心，距離首都盧布爾雅那約24公里。城镇面積为9.1平方公里，海拔高度380.5米，2016年人口数量为13,768人。該鎮在中世紀時期是重要的貿易樞紐。

## 外部連結
- Kamnik（页面存档备份，存于）, official page of municipality (in Slovene)
- Virtual landscape （页面存档备份，存于）
- Pure Slovenia （页面存档备份，存于）, Self catering alpine chalet.
- Terme Snovik （页面存档备份，存于）, Spa Snovik
- Velika planina （页面存档备份，存于）, photos
- Camping Alps （页面存档备份，存于）

46°13′30″N 14°36′36″E / 46.225°N 14.61°E